# 森若幸次郎
森若 幸次郎（もりわか こうじろう、1982年7月12日 - ）は、急成長スタートアップやベンチャーキャピタルなどの顧問およびベンチャーパートナーを務める。
大企業向けの講演・ワークショップ講師、国内外のスタートアップピッチ大会の審査員や司会、投資家向けのピッチトレーニング（英語、日本語）には定評がある。
株式会社シリコンバレーベンチャーズ 代表取締役社長兼CEO。株式会社モリワカ 専務取締役兼CIO。山口県下関市生まれ。

## 経歴
- 2006年 シドニー大学で主に経営学を学ぶが、卒業3ヶ月前退学し、HIPHOPレーベルの経営者となった。
- 2010年 株式会社モリワカ 専務取締役（兼）CIOに就任し、医療・福祉機器販売、医療機器開発を行っている。
- 2013年 ハーバード・ビジネス・スクール、エグゼクティブエジュケーションPLD (Program for Leadership Development)修了。卒業生資格受領。
- 2015年 株式会社シリコンバレーベンチャーズを創業し、代表取締役社長 (兼) CEOに就任。
- 2016年 山口大学の客員教授に就任。
- 2018年 Forbes JAPANのオフィシャルコラムニストに就任し、「イノベーション•エコシステムの内側」というコラムを執筆している。
- 2020年 シリコンバレー発世界最大級のスタートアップコミュニティ•イベントであるStartup Grind（世界１２５カ国、６００チャプター、５００万人のメンバーを有する）の福岡支部 Startup Grind Fukuokaを創設し、ディレクターに就任。
- 2022年 名古屋にてStartup Grindの名古屋支部であるStartup Grind Nagoyaを創設し、ディレクターに就任。
- 2023年 東京にてStartup Grindの東京支部であるStartup Grind TokyoのCo-Chapterディレクターからディレクターに就任。
- 2024年 東京にて開催されたSusHi Tech Tokyo 2024[1]のVC/Investor Pavilionにて、「シリコンバレーやインド、スイスやアフリカなど、注目の海外マイクロVCの視点」について３０分間、英語で講演。
- 2025年 東京にて開催されたSusHi Tech Tokyo 2025[2]のInvestor Stageにて、「Reimagining Healthcare: Addressing Systematic Challenges and Gaps」というテーマについて、３０分間、海外ベンチャーキャピタル２社とパネルディスカッションに英語で登壇。

## 著書
ハーバードのエリートは、なぜプレッシャーに強いのか? （学研プラス）